# 足立光宏
足立光宏（1940年3月10日—）為日本的棒球選手，出生於大阪府。他曾效力於日本職棒阪神虎等，1979年退休，生涯通算187勝。